# August, Duce de Dalarna
Prințul Nikolaus August, Duce de Dalarna (24 august 1831 – 4 martie 1873) a fost cel mai mic copil din cei cinci ai regelui Oscar I al Suediei și ai reginei Josephine de Leuchtenberg.

## Biografie
Născut la Palatul Drottningholm din Ekerö a fost fratele mai moc al regelui Carol al XV-lea al Suediei.
În perioada 1849-1853 a fost student la Universitatea Uppsala. La 10 decembrie 1851, a fost făcut membru onorific al  Academiei Regale Suedeze.

### Căsătorie
La 16 aprilie 1864 la Altenburg, Ducele s-a căsătorit cu Prințesa Therese de Saxa-Altenburg (1836-1914) Duchess of Saxony, fiica cea mare a Prințului Eduard de Saxa-Altenburg și a Prințesei Amalie de Hohenzollern-Sigmaringen. Cuplul nu a avut copii.
Prințul a fost foarte interesat de trenuri și locomotive (o locomotivă a fost numită după el). Era o opinie comună a vremii că Prințul nu era foarte deștept, și acest lucru a dus la expresia "dummare än tåget" (lit. "mai prost decât trenul"), o expresie încă în uz în limba suedeză.
Prințul August a murit la vârsta de 41 de ani de pneumonia la Palatul regal din Stockholm.